# Nassella tenuissima
Nassella tenuissima es una especie de fanerógama, perteneciente a la familia de las poáceas.  

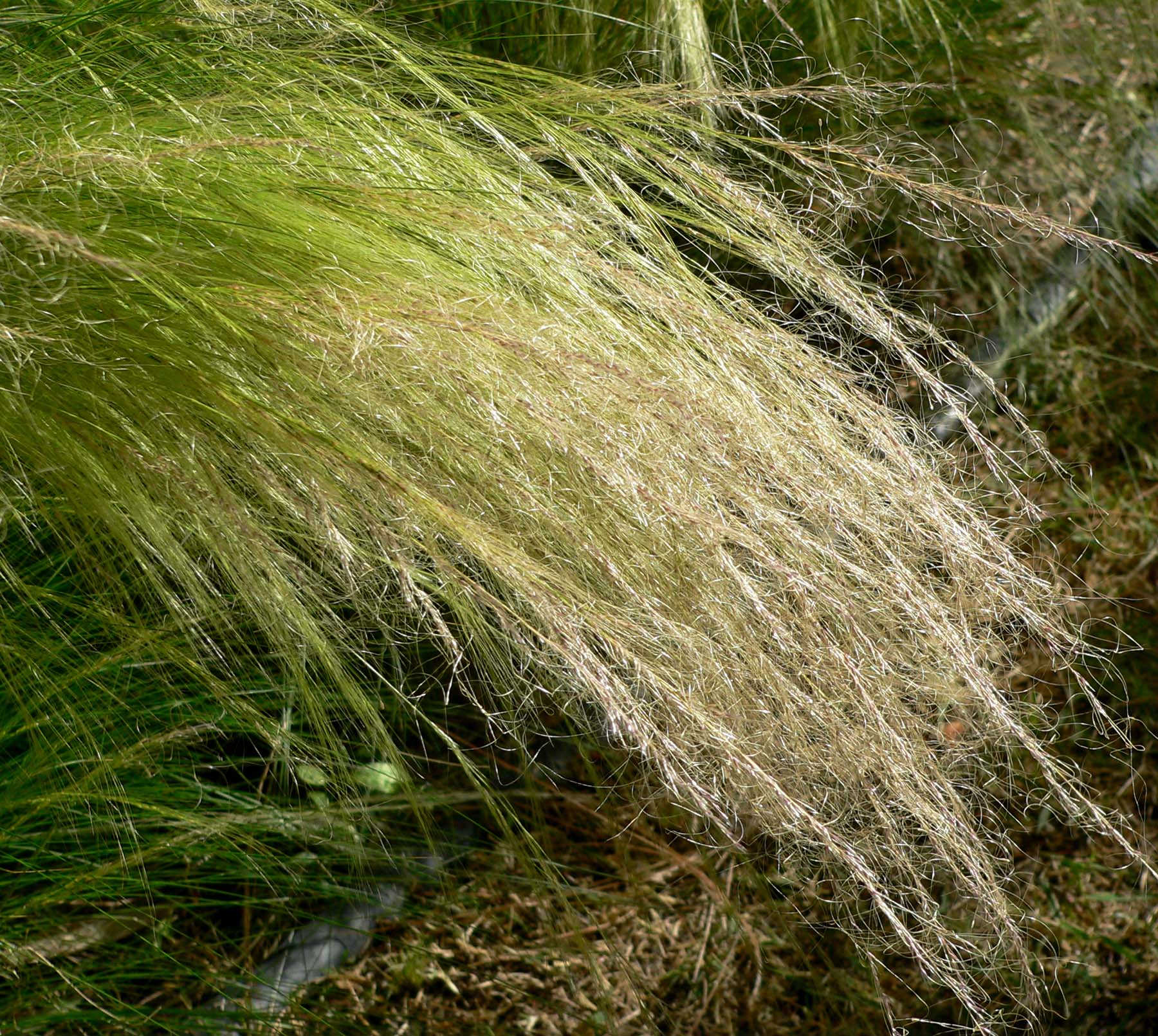
Detalle de la planta

## Distribución
Es originaria de Argentina. Está presente en Estados Unidos y el norte de México.

## Taxonomía
Nassella tenuissima fue descrita por  (Trin.) Barkworth y publicado en Taxon 39(4): 612. 1990.
Sinonimia
- Stipa cirrosa E.Fourn.
- Stipa geniculata Phil.
- Stipa mendocina Phil.
- Stipa oreophila Speg.
- Stipa subulata E.Fourn.
- Stipa tenuissima Trin.
- Stipa tenuissima f. colorata F.A.Roig
- Stipa tenuissima f. nana Parodi
- Stipa tenuissima var. oreophila (Speg.) Speg.
- Stipa tenuissima var. planicola Speg.
- Stipa tenuissima var. tenuissima[4][5]